# AutoBank

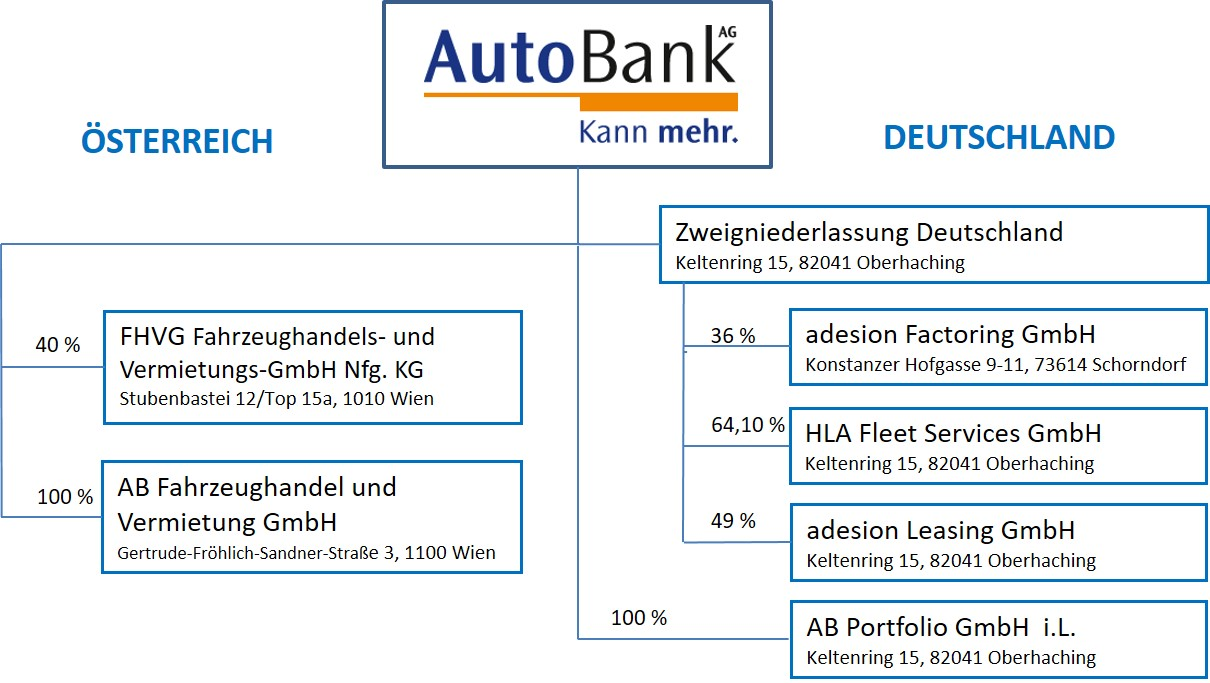
Geschäftsstruktur der AutoBank AG

Die AutoBank AG – mit Hauptsitz in Wien und einer Zweigniederlassung in Oberhaching bei München – war eine Bank für PKW-Finanzierungen in Österreich und Deutschland, die das Neugeschäft 2021 eingestellt hat. Sie entwickelte Finanzierungslösungen für Endkunden. Hersteller- und importeurunabhängig, beschäftigt sie sich mit der Lagerfinanzierung von Neuwagen, Gebrauchtwagen und Vorführwagen für den Autohandel. Das Dienstleistungsportfolio umfasste zusätzlich Fahrzeughandel, Factoring und Fuhrparkmanagement.
Über das Vermögen der AutoBank AG wurde mit Beschluss des Handelsgerichts Wien vom 23. August 2021 das Konkursverfahren eröffnet.

## Geschichte
Das Unternehmen wurde 1990 als Auto-Handels- und Leasing Bank AG gegründet. Die Namensänderung in  AutoBank AG  fand 1995 statt. 2008 wurde eine Zweigniederlassung in Oberhaching bei München eröffnet. Seit November 2010 notiert die Aktie der AutoBank an der Wiener Börse (Dritter Markt) und seit 3. März 2014 an der Börse München (m:access). 2013 erweiterte die AutoBank ihr Leistungsspektrum durch den Erwerb der HLA Fleet Services GmbH. Von 2014 bis 2021 besaß die AutoBank-Gruppe eine Beteiligung an der adesion Factoring GmbH mit Sitz in Schorndorf, Baden-Württemberg.
Im August 2020 wurde die Autobank wegen Probleme mit der Eigenkapitalstruktur unter Aufsicht der Finanzmarktaufsichtsbehörde gestellt.
Am 29. Januar 2021 wurde die freiwillige Abwicklung beschlossen.
Am 30. Juli 2021 wurde per Bescheid der Finanzmarktaufsicht die Fortführung des Geschäftsbetriebs mit sofortiger Wirkung untersagt. Der Zugriff auf die Konten bei der AutoBank ist nicht mehr möglich. Die Einlagensicherung Austria GmbH, Wien, übernimmt die Auszahlung der Einlagen im Rahmen ihrer Eintrittspflicht. Über das Vermögen der AutoBank AG wurde mit Beschluss des Handelsgerichts Wien vom 23.08.21 zu AZ 938 S 34/21a das Konkursverfahren eröffnet.

## Geschäftsfelder und Leistungen

### Kredit und Leasing
Die Spezialbank entwickelte Finanzierungskonzepte, die auf die Finanzlage von Endverbrauchern sowie das zu finanzierende Objekt abgestimmt werden.
Leasingverträge wurden in Österreich von der AutoBank gemeinsam mit dem Kooperationspartner AB Leasing GmbH, Wien, abgewickelt, in Deutschland über adesion Leasing, eine Marke der LeaseForce AG.

### Händlerfinanzierung
Das Unternehmen konzentrierte sich auf die Finanzierung von Neu- und Gebrauchtwagen-Lagerbeständen des kapitalintensiven Autohandels. Partnern bot sie eine Finanzierungs- und Liquiditätsergänzung. Produkte für den Fahrzeughandel wurden hersteller- und importeurunabhängig entwickelt.

### Einlagengeschäft
Sparern bot die AutoBank als Direktbank Tages- und Festgeld an. Die Einlagen dienten der Refinanzierung des Kerngeschäfts der AutoBank.

### Factoring
Die adesion Factoring GmbH mit Sitz in Schorndorf, Baden-Württemberg, erledigte Umsatzfinanzierungen für kleine und mittelständische Unternehmen. Für bestehende Kunden bietet die adesion Factoring GmbH zusammen mit der AutoBank zudem zweckgebundene Auftrags- und Projektfinanzierungen an.

### Fuhrparkmanagement
HLA Fleet Services GmbH war in der Gruppe für Fuhrparkberatung und -Management zuständig. Als Partner der TraXall International für Deutschland und Österreich bietet die HLA Fleet Services GmbH mit der Marke TraXall Germany und TraXall Austria auch Unternehmen mit länderübergreifenden Fahrzeugflotten in Europa und Südamerika Fuhrparkmanagement-Dienstleistungen an.

### Internationaler Fahrzeughandel
Mit der FHVG (Fahrzeughandels- und Vermietungs-GmbH) verfügte die AutoBank auch über einen Automobilgroßhändler und -broker für fabrikneue und neuwertige Fahrzeuge, der auf Partner in einem globalen Netzwerk zurückgreifen kann. Das Unternehmen fungierte als Schnittstelle zwischen Fahrzeugherstellern und dem freien Autohandel.

## Belege
1. 1 2  Abfrage für BLZ 19370. In: SEPA-Zahlungsverkehrs-Verzeichnis der Oesterreichischen Nationalbank (OeNB). (Neuladen des Browsers erforderlich.)
2. 1 2  AutoBank AG: AutoBank Geschäftsbericht 2016. In: www.autobank.at. AutoBank AG, 31. Dezember 2016, abgerufen am 1. Februar 2018.
3. ↑  AutoBank AG: AutoBank Geschichte. AutoBank AG, 1. Februar 2018, abgerufen am 1. Februar 2018.
4. ↑  AutoBank AG: Autobank Aktiengesellschaft verkauft ihre Beteiligung an der adesion Factoring GmbH - dgap.de. Abgerufen am 21. Februar 2021.
5. ↑  FMA schickt eine Verwalterin in die Autobank. In: fondsprofessionell.at. 19. August 2020, abgerufen am 29. Januar 2021.
6. ↑  AutoBank AG beschließt geordneten Abbau. In: ots.at. 20. Januar 2021, abgerufen am 29. Januar 2021.
7. ↑  wien ORF at/Agenturen red: FMA sperrt AutoBank zu. 30. Juli 2021, abgerufen am 30. Juli 2021.
8. ↑  Autobank AG - Sicherungsfall. Abgerufen am 9. August 2021.
9. ↑  AutoBank AG: Die Adesion Leasing GmbH bringt ihr Neugeschäft in eine Kooperation mit der LeaseForce AG ein. Das Neugeschäft in der Adesion Leasing GmbH wird zum 31. Mai 2020 eingestellt. - dgap.de. Abgerufen am 21. Februar 2021.

Koordinaten: 48° 11′ 10,4″ N, 16° 22′ 42,3″ O